# مانو چائو
مانو چائو ((به اسپانیایی: Manu Chao)؛ زادهٔ ۲۱ ژوئن ۱۹۶۱)(نام کامل وی: خوزه مانوئل توماس آرتورو چائو اورتگا (به اسپانیایی: José Manuel Tomás Arturo Chao Ortega) موسیقی‌دان و تهیه‌کننده موسیقی اسپانیایی‌تبار اهل فرانسه است که از سال ۱۹۸۴ تاکنون مشغول فعالیت بوده است. او به زبان‌های متنوعی همچون فرانسوی، اسپانیایی، انگلیسی، ایتالیایی، عربی، کاتالانی، گالیسی، پرتغالی، یونانی و گاهی به زبان‌های دیگر ترانه می‌خواند. چائو کار موسیقی خود را در پاریس آغاز نموده و با گروه‌هایی مانند هات پنتس (به انگلیسی: Hot Pants) و لوس کارایوس (به اسپانیایی: Los Carayos) که ترکیبی از زبان‌ها و سبک‌های مختلف موسیقی بودند، به اجرای موسیقی پرداخت. وی با دوستان و برادرش آنتوان چائو در سال ۱۹۸۷ گروه مانو نگرا(به اسپانیایی: Mano Negra) را تأسیس نموده و به موفقیت قابل توجهی به ویژه در اروپا دست یافت. او پس از فروپاشی گروه مذکور در سال ۱۹۹۵ به یک هنرمند انفرادی تبدیل شد